# Тропічні ліси острова Різдва та Кокосових островів
Тропічні ліси острова Різдва та Кокосових островів (ідентифікатор WWF: IM0110) — індомалайський екорегіон тропічних та субтропічних вологих широколистяних лісів, розташований на острові Різдва та Кокосових островах в Індійському океані.

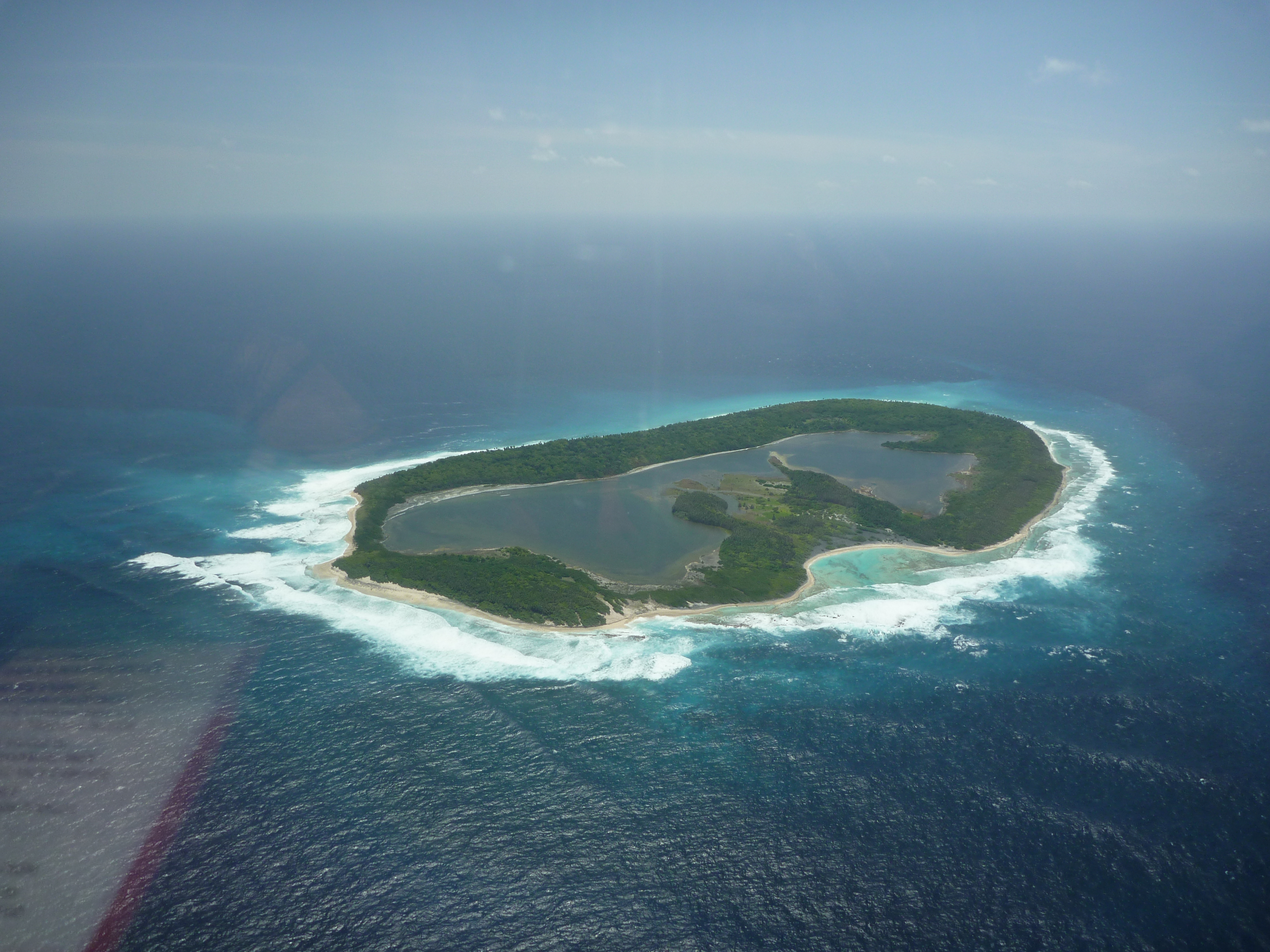
Острів Північний Кілінг

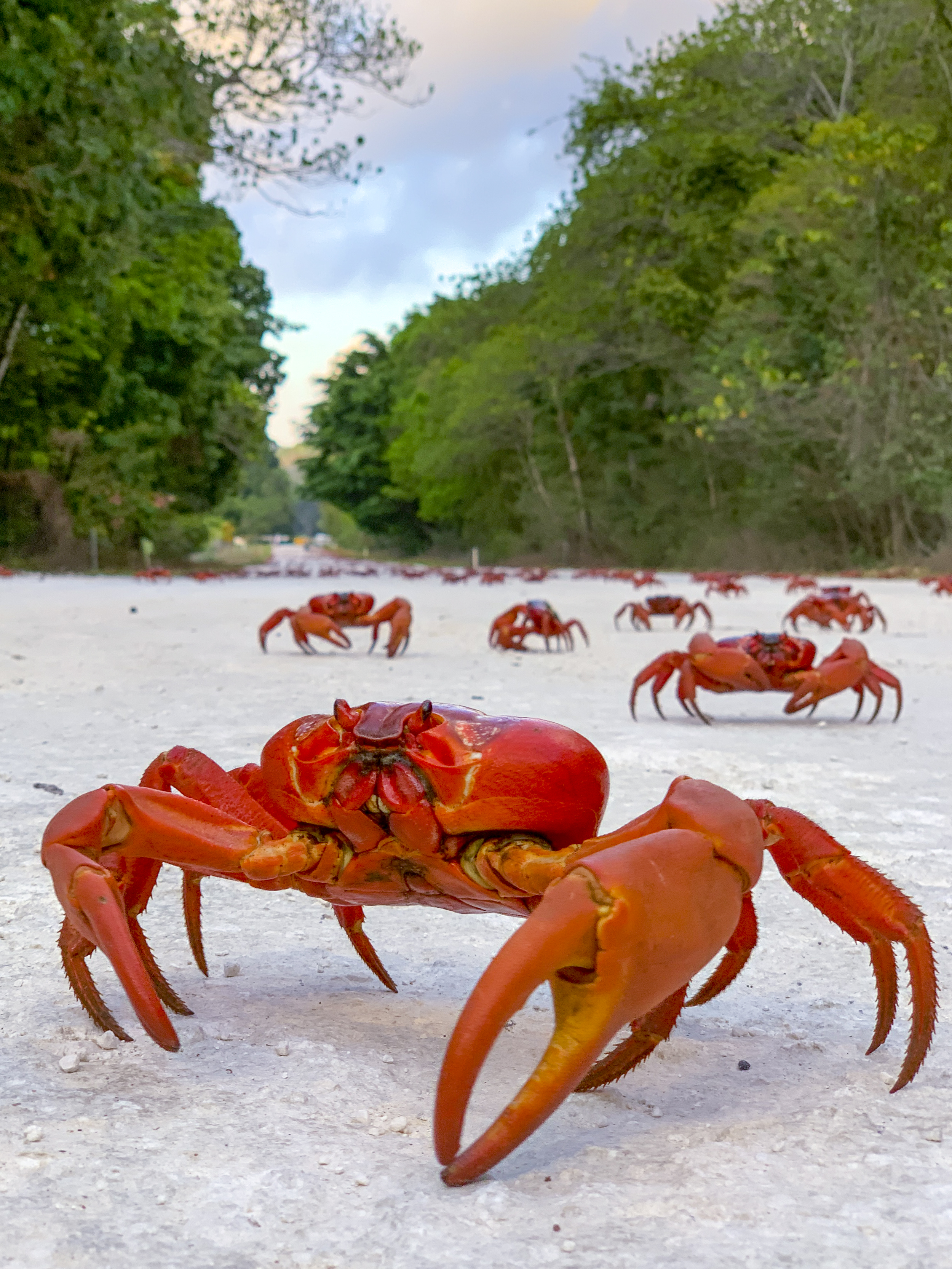
Міграція червоних крабів

## Географія
Екорегіон тропічних лісів острова Різдва та Кокосових островів охоплює острів Різдва та Кокосові острови, розташовані у східній частині Індійського океану. Острови регіону входять до Австралійської території в Індійському океані.
Острів Різдва площею 135 км² розташований за 350 км на південь від Яви та за 1550 км на північний захід від Австралії. Хоча його вулканічне походження приховане товстим шаром пористих коралових вапняків та багатого на фосфати ґрунту, у деяких місцях на поверхню виходять базальтові скелі, які дозволяють накопичувати поверхневу воду. Зі зміною рівня моря протягом мільйонів років вапняк відкладався та розмивався, що призвело до формування ряду еродованих ступінчастих терас, що підіймаються до внутрішнього плато, розташованого на висоті 250-300 м над рівнем моря. Більша частина берегової лінії острова Різдва представлена стрімкими скелями, за винятком кількох пляжів на північному сході острова. Острів Різдва був відкритий британцями на початку XVI століття та заселений наприкінці XIX століття. Станом на 2021 рік на ньому проживали 1692 людини.
За 960 км на південний захід від острова Різдва, приблизно на півшляху між Австралією та Шрі-Ланкою, лежить група Кокосових островів, що включає два атоли — безлюдний округлий острів Північний Кілінг площею 1,1 км² з невеликою лагуною посередині та головний підковоподібний атол Південний Кілінг, що лежить за 25 км на південь. Південний Кілінг складається з 24 менших острівців, з яких лише два — Хоум-Айленд та Вест-Айленд — є населеними. Ці острівці оточують велику лагуну, глибина якої коливається від 1 м над півдні до 15 м на півночі. Станом на 2021 рік на Кокосових островах жило менше 600 людей.
Обидва атоли утворилися на вершині згаслого підводного вулкана, який колись підіймався над океаном. З часом цей вулканічний острів зруйнувався та опустився, перетворившись на підводну гору, однак коралові рифи сформували шар завтовшки 500-1000 м, який піднявся над магматичною основою, утворивши два невисокі кільцеподібні острови з коралового піску. Кокосові острови підіймаються заледве на кілька метрів над рівнем моря, а ще приблизно у 4000 році до н.е., коли рівень Світового океану був вищий, вони були повністю занурені під воду та являли собою підводні рифи. Ґрунти Кокосових островів складаються з коралів, гуано та пемзи, викинутої на берег після вивержень вулканів поблизу. У 1836 році на Кокосові острови прибув Чарлз Дарвін на кораблі «Бігль». Він дослідив природу цих островів і вперше сформулював загальноприйнятну нині теорію про походження коралових рифів та атолів, яку він пізніше виклав у праці «Структура та поширення коралових рифів».

## Клімат
На острові Різдва та Кокосових островах переважає тропічний клімат. Середня температура на них становить 27-29 °C, середньорічна кількість опадів — понад 2000 мм, а відносна вологість повітря — 80-90 %. Більшість опадів в регіоні випадають під час південно-західних мусонів з грудня по квітень. Під час сезону мусонів в регіоні часто трапляються тропічні циклони, які приносять дуже сильні вітри, зливи та штормові припливи.

## Флора
У лісах острова Різдва переважають індомалайські та меланезійські види дерев, які утворюють густий лісовий намет. На ділянках з глибоким шаром ґрунту лісовий намет розташований на висоті 30-40 м над землею, а деякі емерджентні дерева, що височіють над ним, можуть рости до 50 м заввишки. Більшість дерев у лісах острова Різдва вічнозелені, однак під час сухого сезону деякі види скидають листя, завдяки чому в підлісок проникає більше світла. Найпоширенішими видами дерев у лісах острова Різдва є дуклітанові дерева (Planchonella duclitan), жилкуваті сизигіуми (Syzygium nervosum), ребристі трістіропсіси (Tristiropsis acutangula), полінезійські каштани (Inocarpus fagifer) та яйцелисті ернандії (Hernandia ovigera). Багато з них вкриті різноманітними ліанами, епіфітними папоротями та орхідеями. В підліску переважають ендемічні пальми Лістера (Arenga listeri) та деревоподібні різдвянські пандани (Pandanus elatus). У лісовій підстилці майже немає листя, насіння або саджанців, тому що вони швидко поглинаються мільйонами червоних крабів (Gecarcoidea natalis). Загалом на острові Різдва зустрічається 237 видів місцевих рослин та 174 інтродуковані види. Більшість інтродукованих видів рослин обмежені порушеними ділянками.
У той час, як майже всі природні ліси Південного Кілінгу були знищені та замінені на плантації кокосів та інших інтродукованих видів, рослинний покрив Північного Кілінгу є переважно недоторканим. Ймовірно, ліси Північного Кілінгу є прикладом лісів, які колись були поширені по всіх Кокосових островах. У цих лісах на захищених ділянках домінують великі пізонії (Pisonia grandis) заввишки до 25 м, а також зустрічаються індійські коралові дерева (Erythrina variegata), вест-індійська лісова кропива (Laportea aestuans) та отруйна морська квасоля (Canavalia cathartica). На більш відкритих ділянках в лісах переважають кокосові пальми (Cocos nucifera), волокнистолисті калофіллуми (Calophyllum inophyllum), деревоподібні геліотропи (Heliotropium arboreum), прибережні кордії (Cordia subcordata) та ендемічний підвид покрівельних панданів (Pandanus tectorius var. cocosensis). Також на відкритих ділянках поширені чагарники прибережної капусти (Scaevola taccada), приморської суріани (Suriana maritima) та морських гібісків (Hibiscus tiliaceus). На окраїнах численних океанічних пляжів поширені трав'янисті луки, на яких переважають дрібноцвіті стенотафруми (Stenotaphrum micranthum), повзучі тонкохвости (Lepturus repens) та прибережні кручені паничі (Ipomoea pes-caprae). Загалом на Кокосових островах зустрічається 61 вид місцевих рослин та приблизно 69 інтродукованих видів. Більшість місцевих рослин, поширених на цих атолах, є широко поширеними індо-тихоокеанськими видами.

## Фауна
Одним з найбільш вражаючих явищ, яке можна побачити на острові Різдва, є міграція ендемічних червоних крабів (Gecarcoidea natalis). Ці краби важать до 500 г, їх щільність досягає 1,2-2,6 крабів/м², а біомаса — до 1454 кг на гектар. Вони живуть в підліску дощового лісу, де вологість достатньо висока, щоб запобігти висиханню. Краби риють нори довжиною 40-100 см і ведуть поодинокий спосіб життя, харчуючись опалим листям, плодами та насінням. Їх щільність настільки висока, що більшість плодів і насіння поїдаються крабами протягом 12 годин після падіння на землю, а лісова підстилка часто повністю вільна від рослинної речовини. На початку вологого сезону, як правило, у листопаді або грудні, усі дорослі краби залишають свої нори та витрачають 9-18 днів на міграцію у прибережні райони. Вони спаровуються біля моря, у норах, викопаних самцями, відкладають яйця в океані, а потім повертаються до лісу. Загалом краби домінують у фауні острова Різдва. На острові мешкають близько 50 видів крабів, 30 видів з яких ведуть наземний спосіб життя. Єдиним зв'язком з океаном для них є необхідність мандрувати до узбережжя з метою розмноження. Наприкінці XX століття на острові Різдва, за оцінками, мешкало 120 мільйонів червоних крабів (Gecarcoidea natalis), однак у XXI столітті їх чисельність скоротилася внаслідок появи на острові хижих мурах Anoplolepis gracilipes. Цей інвазивний вид сформував суперколонії, які мають значний вплив на біорізноманіття острова.
Острів Різдва був визнаний важливою орнітологічною територією через велику кількість морських птахів, що гніздяться на ньому. Червононогі сули (Sula sula) утворюють гніздові колонії на деревах та серед чагарників, білочереві сули (Sula leucogaster) — серед скель, а ендемічні чорнокрилі сули (Papasula abbotti), які гніздяться лише на острові Різдва, — на високих деревах. Рідкісні малазійські фрегати (Fregata andrewsi), інші ендеміки острова Різдва, гніздяться на прибережних терасах, а тихоокеанські фрегати (Fregata minor) — на напівлистяних деревах поблизу. Серед інших морських птахів, що гніздяться на острові Різдва, слід відзначити бурого крячка (Anous stolidus), червонохвостого фаетона (Phaethon rubricauda) та білохвостого фаетона (Phaethon lepturus). Послід морських птахів, який накопичується під деревами, з часом формує поклади гуано — твердої, багатої на фосфати речовини, яка масово використовувалася у XIX та на початку XX століть як добриво.
Ендеміками острова Різдва також є низка лісових птахів, зокрема пурпурові пінони (Ducula whartoni), різдвянські салангани (Collocalia natalis), острівні сови-голконоги (Ninox natalis), одні з найрідкісніших сов світу, та світлолобі окулярники (Zosterops natalis), а також підвид індійського голуба-зеленокрила Chalcophaps indica natalis, підвид бурого яструба Accipiter fasciatus natalis та підвид мінливоперого дрозда Turdus poliocephalus erythropleurus. Загалом на острові було зареєстровано більше сотні залітних та бродячих видів птахів.
Раніше на острові Різдва мешкала низка ендемічних видів ссавців. Однак пацюки-бульдоги (Rattus nativitatis) та пацюки Маклера (Rattus macleari) вимерли у 1903 році внаслідок хвороб, занесених інвазивними чорними пацюками (Rattus rattus). Різдвянські білозубки (Crocidura trichura) ймовірно, також вимерли, як і різдвянські нетопирі (Pipistrellus murrayi), які не спостерігалися з 2009 року. Єдиними місцевими ссавцями, що продовжують зустрічатися на острові, є ендемічні різдвянські крилани (Pteropus natalis), які перебувають під загрозою зникнення. Причиною скорочення популяції цих тварин є знищення природного середовища, поширення інвазивних видів, видобування фосфатів та, як наслідок, отруєння кадмієм.
Герпетофауна острова Різдва включає різдвянського трав'яного сцинка (Subdoluseps bowringii) та кілька поширених видів геконів, зокрема звичайну дттелу (Gehyra mutilata), звичайного гладкого гекона (Lepidodactylus lugubris) та звичайного хатнього гекона (Hemidactylus frenatus). Ендеміками острова є різдвянські лісові гекони (Cyrtodactylus sadleiri) та різдвянські сліпуни (Ramphotyphlops exocoeti). Ендемічні різдвянські лісові сцинки (Emoia nativitatis), які колись були широко поширені на острові, різко скоротилися в чисельності і вимерли на початку 2000-х років. Можливими причинами їх вимирання науковці називають хижацтво з боку інтродукованих хижих мурах Anoplolepis gracilipes, гігантських багатоніжок Ethmostigmus rubripes та звичайних вовкозубів (Lycodon capucinus). На щастя, популяції ендемічних геконів Лістера (Lepidodactylus listeri) та синьохвостих блискучих сцинків (Cryptoblepharus egeriae), які також почали різко скорочуватися, вдалося врятувати в неволі, хоча вони і вимерли у дикій природі.
Загалом, острів Різдва, як на свої невеликі розміри, вирізняється високоендемічною фауною та флорою. Натомість, незважаючи на те, що Кокосові острови є найбільш ізольованими тропічними островами Індійського океану, їх ізоляція не призвела до високого рівня ендемізму. Ймовірно, це результат затоплення цих островів протягом останніх тисяч років та частих катастрофічних циклонів, які затоплюють більшу частину суходолу. Тим не менш, на Кокосових островах гніздяться щонайменше 14 видів морських птахів, зокрема червонохвості фаетони (Phaethon rubricauda), білохвості фаетони (Phaethon lepturus), клинохвості буревісники (Ardenna pacifica), фрегати-арієлі (Fregata ariel), тихоокеанські фрегати (Fregata minor), червононогі сули (Sula sula), білочереві сули (Sula leucogaster), жовтодзьобі сули (Sula dactylatra), бурі крячки (Anous stolidus) та білі крячки (Gygis alba). Крім того, тут зустрічається ендемічний підвид смугастого пастушка Hypotaenidia philippensis andrewsi та світлолобі окулярники (Zosterops natalis), інтродуковані наприкінці XIX століття.
На Кокосових островах живуть принаймні 9 видів наземних крабів, зокрема велетенські кокосові краби (Birgus latro), найбільші наземні членистоногі світу, та червоні краби (Gecarcoidea natalis), завезені на початку XX століття. Сухопутні краби у значній кількості зустрічаються лише на Північному Кілінгу, де вони швидко поїдають фрукти, насіння, саджанці та опале листя, залишаючи лісову підстилку відкритою. На узбережжях цього острова відкладають яйця рідкісні зелені черепахи (Chelonia mydas) та бісси (Eretmochelys imbricata), а також зустрічаються жовточереві морські змії (Hydrophis platurus).

## Збереження
Більшість лісів острова Різдва є незайманими та охороняються Національним парком острова Різдва, який охоплює 63 % острова, зокрема майже всю західну половину острова та невелику ізольовану частину на східному узбережжі. Поза межами національного парку ліси значно фрагментовані, але все ще залишаються притулком для рідкісних ендемічних птахів.
Флора і фауна Південного Кілінгу були повністю змінені після заселення атолу людьми у XIX столітті. Надмірна експлуатація призвела до зникнення більшості місцевих наземних видів. Ліси були знищені, а на їх місці були створені кокосові плантації. Лише на безлюдному острові Північний Кілінг зустрічаються незаймані ліси, у яких гніздяться птахи та живуть краби. У 2005 році на півдні цього острова був створений Національний парк Пулу-Кілінг. Загалом за оцінкою 2017 року 13 км², або 10 % екорегіону, є заповідними територіями.
Основною загрозою для збереження природи острова Різдва є видобування фосфатів. Внаслідок вирубки лісів та видалення ґрунту залишаються оголені території, які пізніше колонізуються інвазивними бур'янами, а посилення вітрової ерозії в цьому районі зменшує успішність гніздування ендемічних чорнокрилих сул. Іншою загрозою є поширення інтродукованих хижих мурах Anoplolepis gracilipes, гігантських багатоніжок Ethmostigmus rubripes та звичайних вовкозубів (Lycodon capucinus). Поява цих тварин на острові призвела до вимирання низки місцевих плазунів та до скорочення популяції решти видів.